# خرده‌سیاره

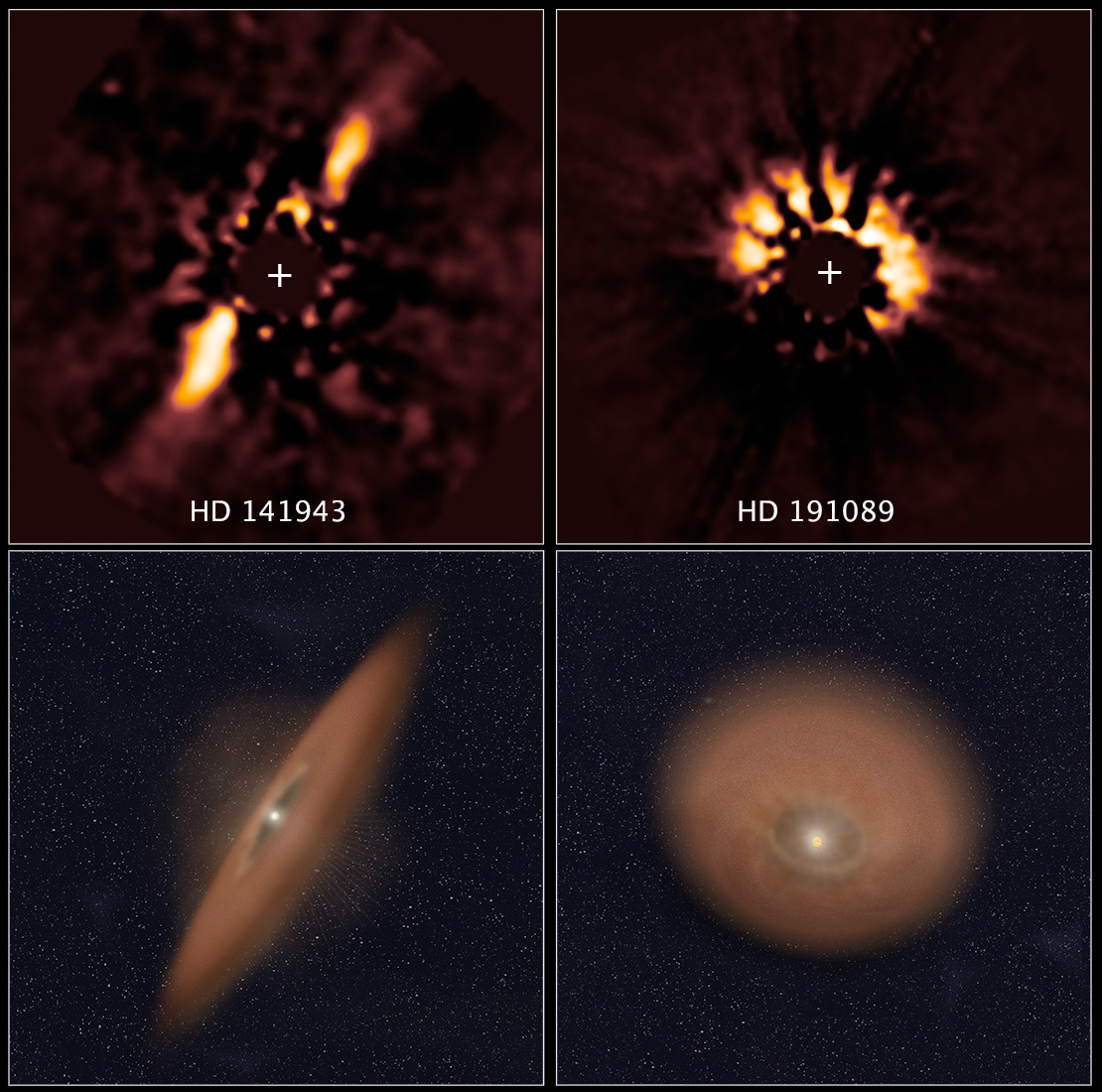
خرده‌قرص‌های دو ستاره جوان HD 141943 و HD 191089.

به جسمی متشکل از سنگ، غبار و دیگر موادی که ابر اولیه منظومه خورشیدی ما را تشکیل می‌دهد، خرده‌سیاره می‌گویند.
ابعاد خرده سیاره‌ها از چندین متر تا چند صد کیلومتر متغیر است. این اجرام، در زمان تشکیل سیارات تشکیل شدند و به نوعی می‌توان آن‌ها را سیارات ریز قلمداد کرد؛ هر چند بسیار کوچک‌تر از این مفهومند. نظریه خرده‌سیارات، توسط ستاره‌شناس روسی، ویکتور سافرونوف ارائه شد که نظریه‌ای است پیرامون چگونگی تشکیل سیارات.
ستاره‌شناسان باور دارند که منظومه خورشیدی ما حدود ۴٫۶ میلیارد سال پیش از یک ابر در حال چرخش متشکل از گاز و گرد و غبار، به نام سحابی خورشیدی به وجود آمد. نیروی گرانش، یک قسمت از گاز و گرد وغبار را به مرکز سحابی که متراکم‌تر از بقیه جاها بود کشاند. مواد روی هم انباشته شدند، به سرعت چرخیدند و در نتیجه در مرکز سحابی، خورشید ما شکل گرفت.
سپس گاز و گرد و غبار باقی‌مانده به صورت یک صفحه تخت گرد (دیسک) به نام دیسک میان سیاره‌ای در می‌آید که به دور خورشید می‌گردد. ذرات سنگی داخل دیسک به هم خوردند و به هم چسبیدند و اجسامی به نام خرده‌سیاره را تشکیل دادند. این اجسام هم با هم ترکیب شدند و سیارات را تشکیل دادند.
خرده‌سیارات برای دانشمندان از اهمیت زیادی برخوردارند، چراکه اطلاعات جامعی را پیرامون چگونگی تشکیل منظومه خورشیدی به دست می‌دهند. سطح بیرونی خرده‌سیارات، با تابش خورشیدی بمباران می‌شود و به تبع آن، ساختار شیمی‌اش در طول میلیاردها سال دچار تغییراتی می‌شود. درون آن‌ها از طرفی از زمان تشکیل خرده‌سیاره بکر و دست نخورده باقی مانده‌است.

## نظریه
بر اساس نظریهٔ خرده‌سیارات، زمانی‌که یک سامانه سیاره‌ای در حال شکل‌گیری است، یک دیسک پیش سیاره‌ای به وجود می‌آید که شامل مواد تشکیل‌دهنده ابر اولیه همان منظومه است. این مواد به تدریج بواسطه نیروی دوجانبهٔ گرانشی‌شان همدیگر را جذب کرده و توده‌های کوچکی را تشکیل می‌دهند. این قطعاتی که چون شیر دلمه بسته در ظرفی بزرگ از شیرند، به آرامی به هم می‌پیوندد تا یک خرده سیاره تشکیل شود. بسیاری از این قطعات در حین برخورد با یکدیگر متلاشی می‌شوند، اما درصدی به رشد ادامه می‌دهند. برخی از این خرده‌سیارات، با به‌هم‌پیوستن به یکدیگر، اقمار و سیارات تشکیل می‌دهند. چون غول‌های گازی منظومهٔ شمسی، توپ‌هایی از گاز با هسته‌هایی مایعند، امکان تصور اینکه جسمی خرده‌سیاره مانند آن‌ها را ایجاد کرده باشد وجود ندارد. خرده سیارات، هسته سیارات گازی را تشکیل دادند که بعدها و زمانیکه لایه‌های گازی این سیارات تشکیل شد، به دلیل فشار و دمای زیاد این هسته‌ها به حالت مذاب درآمدند.
دستهٔ دیگری از خرده سیارات، دنباله دارها، اجرام کمربند کویپر و سیارک‌های تروجان را ایجاد کردند. البته هنوز تردیدهای مبنی بر طبیعت خرده‌سیاره‌ای اجرام کمربند کوئیپر و سیارک‌ها وجود دارد. به همین دلیل است که فهرست واژه‌های اجرام آسمانی نیز پر از اصطلاحات گوناگون است. اما با این وجود، نظریهٔ خرده سیارات هنوز به تأیید عمومی نرسیده‌است. این نظریه نیز مانند بسیاری از نظریات دیگر با چالش‌هایی روبروست که هنوز قادر به حل آن‌ها نیست؛ اما نظریهٔ خرده سیارات نظریه‌ای عام‌پسند است.
در حدود ۳٫۸ میلیارد سال پیش، بسیاری از خرده سیارات به مناطق بیرونی منظومه شمسی همانند ابر اورت و کمربند کوئیپر پرتاب شدند. باقیمانده‌ها نیز به سیارات و دیگر اجرام منظومهٔ شمسی برخورد کردند. فوبوس و دیموس، دو قمر سیاره مریخ، احتمالاً دو خرده سیاره بوده‌اند که توسط مریخ جذب شده و قمر این سیاره شده‌اند. بسیاری از ماه‌های مشتری نیز گمان می‌رود که خرده‌سیاره باشند.